# Karol Modzelewski
Karol Cyryl Modzelewski, född 23 november 1937 i Moskva, död 28 april 2019 i Warszawa, var en polsk historiker, skriftställare och politiker, son till Zygmunt Modzelewski.
Efter studentexamen 1954 studerade Modzelewski historia (med särskild inriktning på medeltiden) vid universitetet i Warszawa, för bland andra Aleksander Gieysztor. Som professor vid universiteten i Wrocław och Warszawa var han medlem i Polska förenade arbetarpartiet, men blev utesluten 1964 på grund av opposition mot partiets politik. Tillsammans med Jacek Kuroń skrev han ett öppet brev till partiet, för vilket han hölls fängslad i 3 år. Han deltog också i marsoroligheterna 1968 i Polen och dömdes på nytt till 3 års internering. 
Under augustistrejken 1980 i Polen var Modzelewski den som kom på namnet  Solidarność (Solidaritet) för den nya fackföreningen. Efter general Jaruzelskis kupp fängslades han på nytt. Åren 1987-92 arbetade han för Instytut Historii PAN i Wrocław. Som medlem av Sejmen från 1991 understödde han Unia Pracy och Włodzimierz Cimoszewicz.
År 2007 erhöll Modzelewski ett pris från polska vetenskapsakademien för några av sina historiska forskningsarbeten. Modzelewski betonar i sitt verk Barbarzyńska Europa Europas "barbariska rötter", alltså den andel de germanska och slaviska folken hade under folkvandringstid och tidig medeltid. Detta har enligt hans mening ofta förbisetts till förmån för det grekisk-romerska och kristna arvet.